# Geranium latum
Geranium latum là một loài thực vật có hoa trong họ Mỏ hạc. Loài này được Small mô tả khoa học đầu tiên năm 1907.